# Tamagusuku
Tamagusuku (玉城 (Ngọc Thành) 1296?-1336?) là lãnh chúa của Okinawa thuộc vương quốc Chūzan từ 1314-1336. Triều đại của ông chủ yếu được gợi lại sự yếu kém về kỹ năng lãnh đạo và trong việc cai trị.

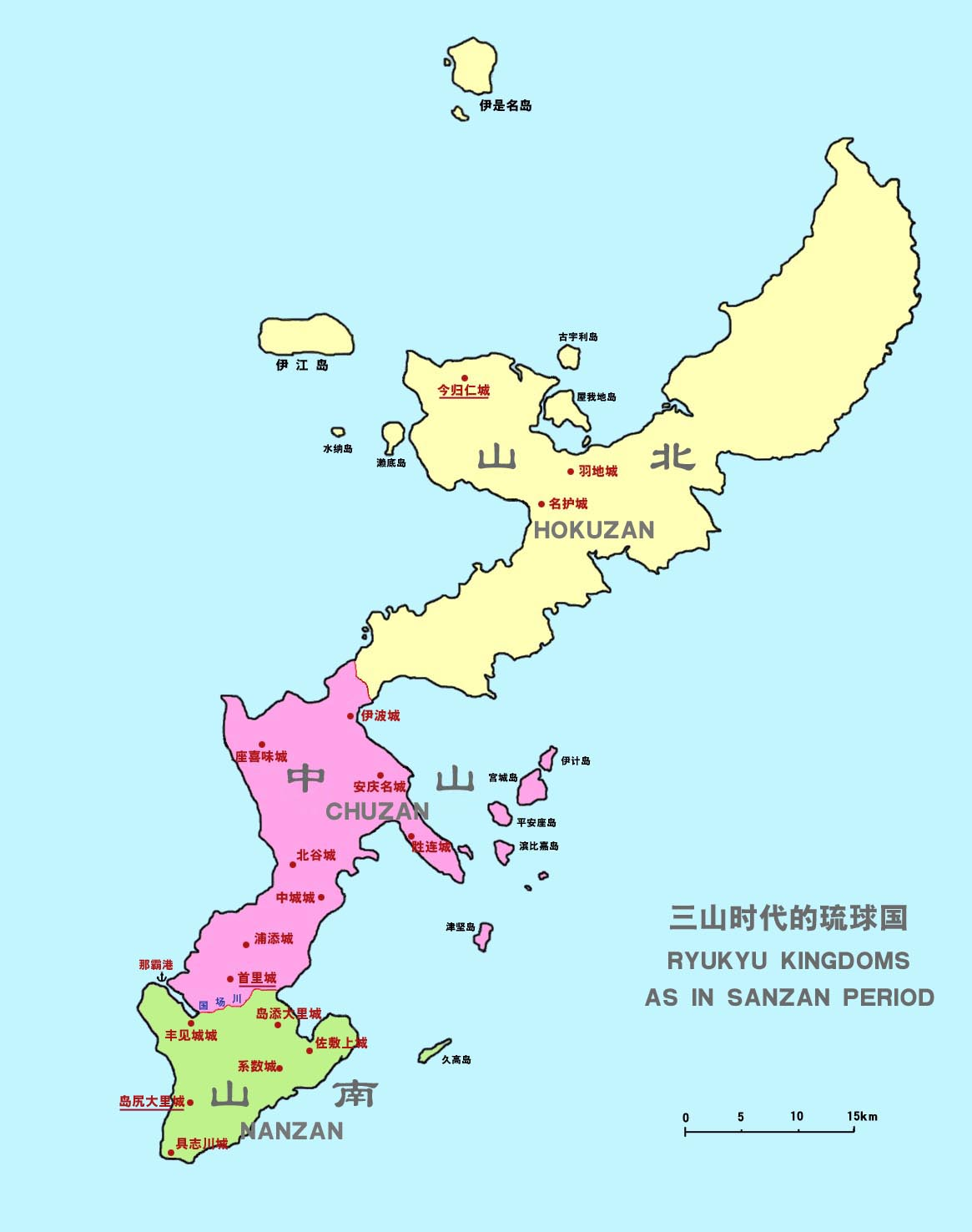
Bản đồ Okinawa, thể hiện các vương quốc được hình thành sau cuộc nổi loại chống lại sự cai trị của Tamagusuku.

Ông là con trai thứ ba của Eiji (tại vị 1309-1313), và thuộc đời thứ tư của dòng Eiso (Ryukyu) (tại vị 1260-1299). Thất bại của ông trong việc cải cách hoặc đổi mới trong cai trị là một trong những nguyên nhân dẫn đến sự sụp đổ của dòng dõi mà người cuối cùng là người kế vị ông Seii.
Kế vị cha Eiji ở tuổi 19, Tamagusuku thiếu uy tín và kỹ năng lãnh đạo để tạo sự thuần phục và lòng trung thành từ các vương gia (anji). Một số vương gia này đã nổi loạn, và đảo Okinawa bị chia thành lãnh địa của 3 vương quốc. Vương gia của Ozato chiếm giữ miền nam kinh đô của Tamagusuku và cùng với những người ủng hộ ông lập nên vương quốc Nanzan (南山, vùng núi phía nam), trong khi đó vương gia Nakijin lập nên vương quốc phía bắc Hokuzan (北山, vùng núi phía bắc). Còn Tamagusuku vẫn duy trì quyền lực ở Urasoe trở thành vua của Chūzan.